# Рыбкинский сельсовет
Рыбкинский сельсовет — сельское поселение в Новосергиевском районе Оренбургской области Российской Федерации.
Административный центр — село Рыбкино.

## История
Статус и границы сельского поселения установлены Законом Оренбургской области от 9 марта 2005 года № 1906/314-III-ОЗ «О муниципальных образованиях в составе муниципального образования Новосергиевский район Оренбургской области»

## Население
| 2010 | 2012 | 2013 | 2014 | 2015 | 2016 | 2017 |
| ---- | ---- | ---- | ---- | ---- | ---- | ---- |
| 941  | ↘926 | ↘905 | ↘896 | ↘874 | ↗884 | ↘870 |
| 2018 | 2019 | 2020 | 2021 |      |      |      |
| ↗872 | ↘858 | ↘837 | ↘812 |      |      |      |

## Состав сельского поселения
| № | Населённый пункт | Тип населённого пункта       | Население |
| - | ---------------- | ---------------------------- | --------- |
| 1 | Волостновка      | село                         | 34        |
| 2 | Рыбкино          | село, административный центр | 907       |